# Zwolle

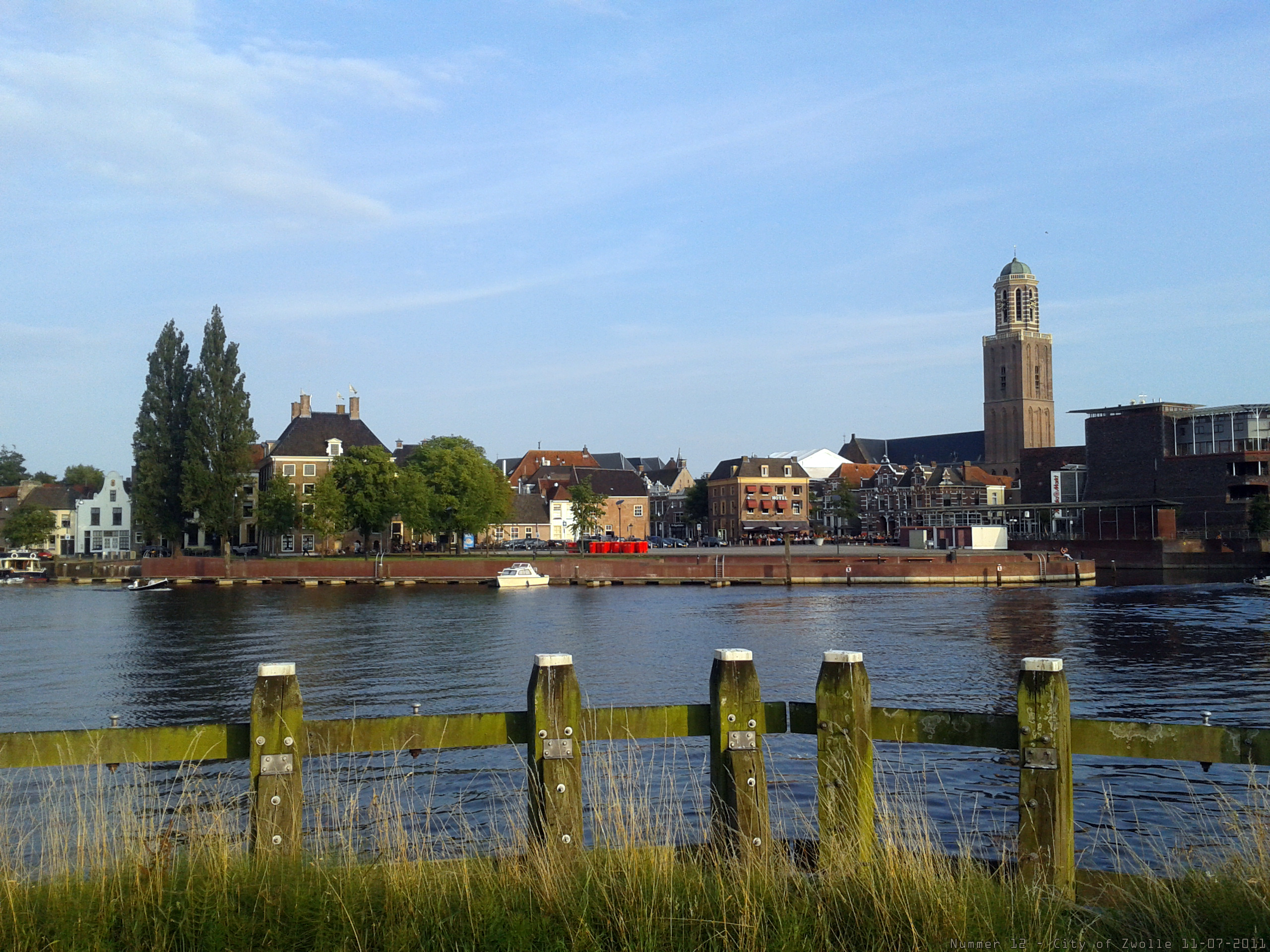
Stadtzentrum Zwolle

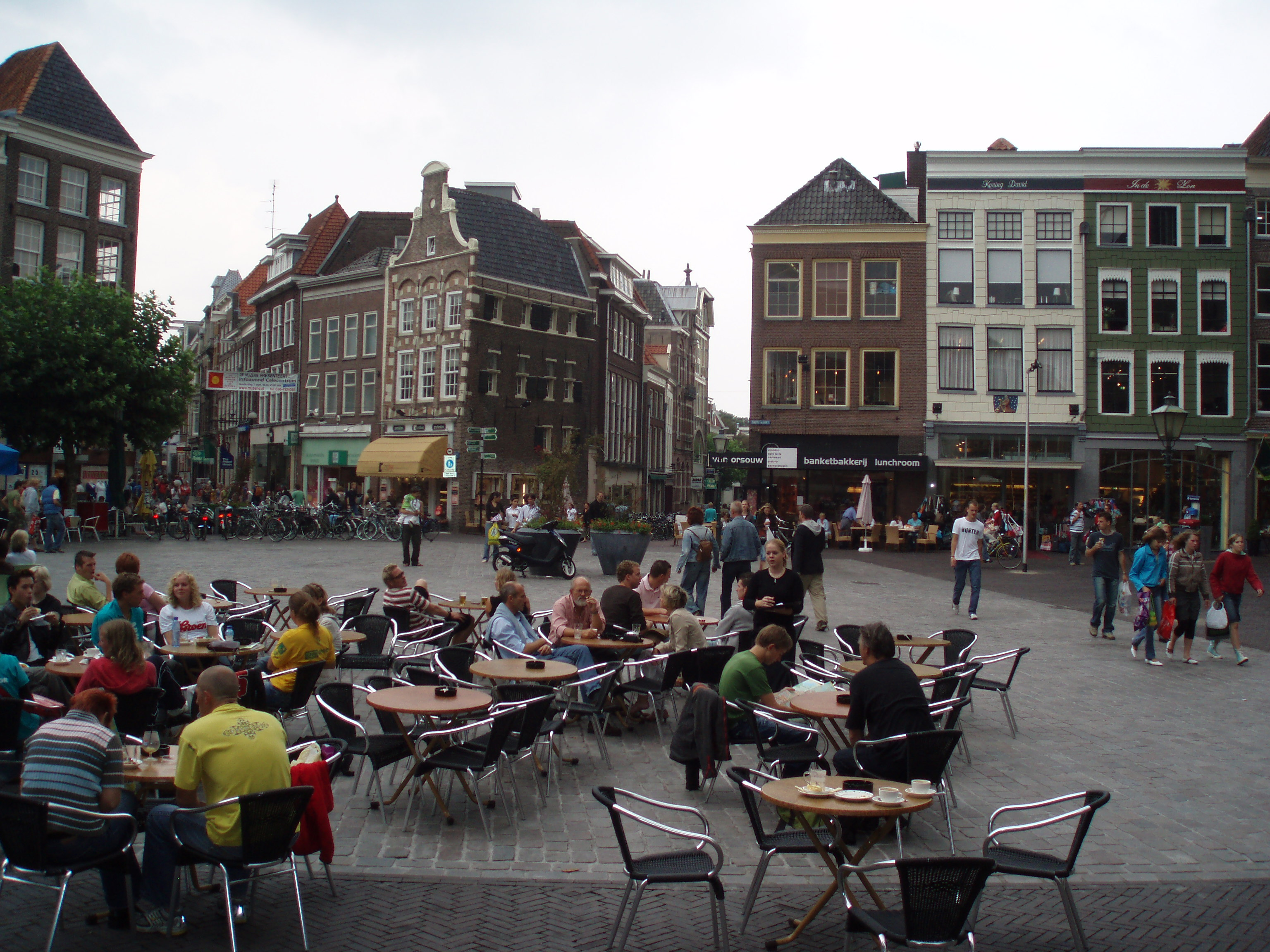
Zwolle, Grote Markt

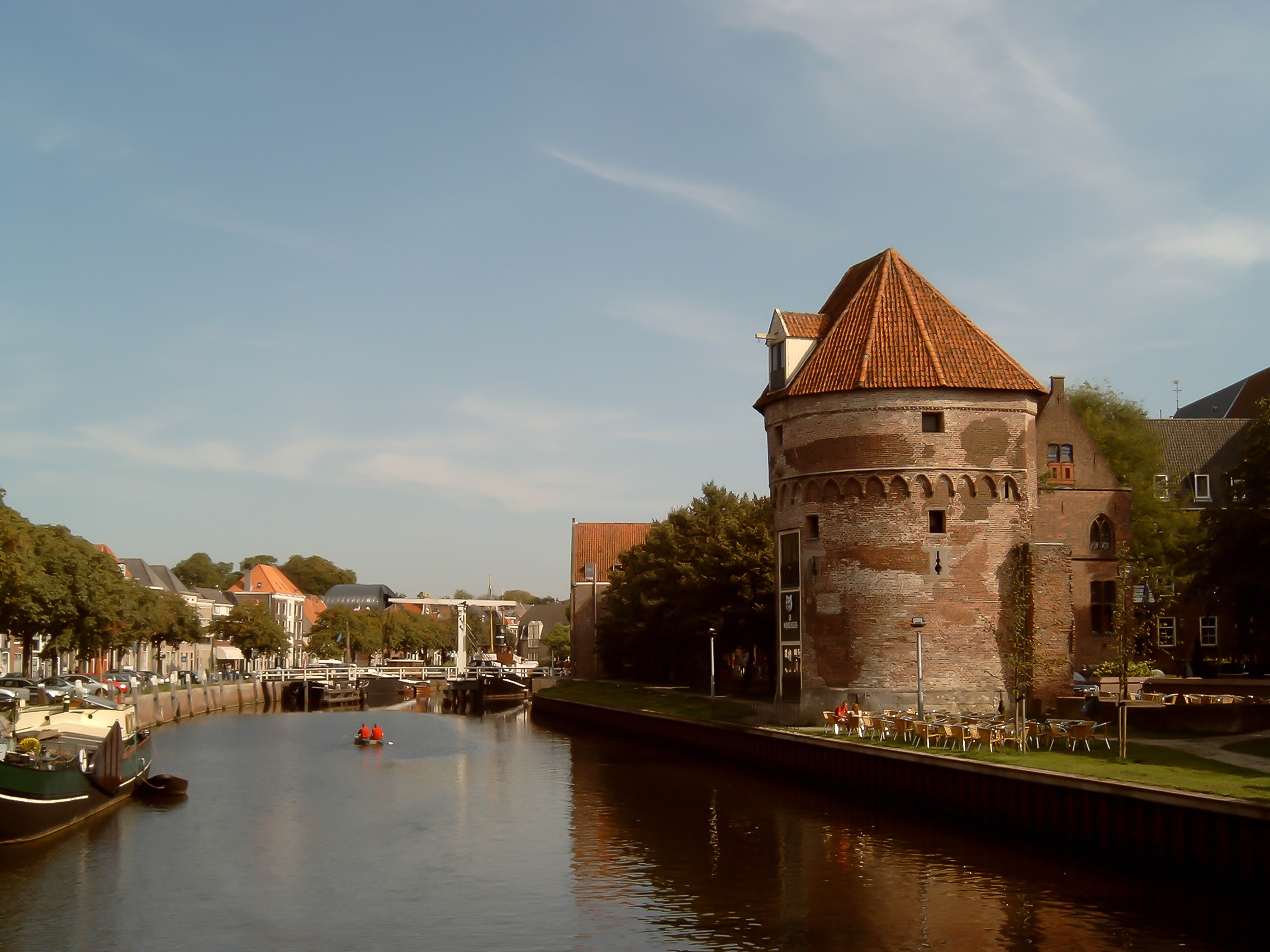
Zwolle, Turm, Stadtgraben und Brücke

Das in der Nähe des IJsselmeeres gelegene Zwolle [ˈzʋɔlə] ⓘ ist die Hauptstadt der niederländischen Provinz Overijssel. Im Gebiet von Zwolle entsteht das nur 19 km lange Zwarte Water, das dann auch das Wasser der Vechte (Overijsselse Vecht) ins Zwarte Meer leitet. Weiter gibt es einen Kanal zur IJssel, deren Mündung beim Nachbarort Kampen liegt.

## Geschichte
An der Stelle, wo Zwolle liegt, wurden Siedlungsreste aus der Jungsteinzeit und der Bronzezeit gefunden. Die Stadt entstand auf einem kleinen Sandrücken (suol, vergleiche Deutsch: geschwollen) zwischen der IJssel und der Vecht. Sie wurde als Swollermarke bereits 1040 urkundlich erwähnt.
Zwolle erhielt 1230 die Stadtrechte, die 1438 durch das Stapelrecht erweitert wurden. Als freie Reichsstadt schloss es sich 1346 der Hanse an und erhielt 1488 das Münzrecht. Das 15. Jahrhundert war die größte Blütezeit Zwolles. Die Stadt war damals, wie Deventer, eine Hochburg der Buchdruckerkunst. Auch gab es Unterrichtsanstalten größter Bedeutung. Die Mitglieder der Brüder vom gemeinsamen Leben oder Devotio moderna arbeiteten von Zwolle und Deventer aus in ganz Nordwesteuropa. Zwolle hat in dieser Zeit eng mit den Nachbarstädten Kampen und Deventer zusammengearbeitet, sie prägten sogar während einiger Jahrzehnte gemeinsame Münzen.
1528 erkannte Zwolle Karl V. als Herrn an. Nach etwa 1550 trat ein wirtschaftlicher Rückgang ein, obwohl die Stadt immer einen der größten Viehmärkte der Niederlande und mehrere Buchdruckereien behielt. 1580 wurden die Katholiken aus der Stadt vertrieben, die sich damals den Generalstaaten anschloss. 1672 ergab sie sich dem Bischof von Münster, Christoph Bernhard von Galen. 1674 wurden die Festungswerke geschleift, aber bald wieder errichtet. Unter der französischen Herrschaft zur Zeit Napoleon Bonapartes war Zwolle Anfang des 19. Jahrhunderts die Hauptstadt des Département Bouches-de-l’Yssel (Departement der IJsselmündungen). Im Zuge der Befreiungskriege vertrieben alliierte Truppen der Nordarmee am 12. November 1813 die Franzosen aus Zwolle; die Stadt war wieder frei. Ein neuer Aufschwung trat um 1890 ein, als die Stadt an das Eisenbahnnetz angeschlossen wurde.
Die jüdische Gemeinde von Zwolle wurde im Zweiten Weltkrieg durch Deportationen in deutsche Konzentrationslager dezimiert (→ Holocaust in den Niederlanden). Die Stadt wurde am 13. April 1945 alleine vom kanadischen Soldaten Léo Major befreit, weshalb nach ihm eine Straße benannt wurde. Auch gab es in der Stadt mehrere Hinrichtungen von Widerstandskämpfern. Einige Kriegsdenkmäler erinnern noch an diese Ereignisse.

## Windesheim
Zur Gemeinde gehört das winzige, malerische Dorf Windesheim, an der IJssel und an der Straße nach Wijhe, fünf Kilometer südöstlich der Stadt. Es beherbergte im Mittelalter das bedeutende Kloster gleichen Namens, wo Geert Groote und Thomas von Kempen in der Gemeinschaft Brüder vom gemeinsamen Leben oder Devotio moderna arbeiteten. Die Windesheimer Chorherren begründeten zahlreiche Reformklöster in Deutschland, wie das Kloster Böddeken. Die Gebeine des Thomas von Kempen befinden sich in der römisch-katholischen Liebfrauenbasilika von Zwolle.
Die Klosterkapelle (15. Jahrhundert) ist bis heute erhalten.
Die Umgebung des Dorfes ist geeignet für eine Radtour über den Deich der IJssel.

## Verkehr, Wirtschaft
Zwolle liegt an der Autobahn Rijksweg 28 und an den Eisenbahnstrecken Utrecht–Kampen, Arnhem–Leeuwarden, Zwolle–Stadskanaal, Zwolle–Almelo sowie Lelystad–Zwolle. Dazu gibt es Direktverbindungen mit Kampen, Leeuwarden, Groningen, Emmen, Enschede, Roosendaal, Rotterdam und Den Haag.
Zu den wichtigsten Erwerbszweigen gehören:
- der Dienstleistungssektor (Provinzverwaltung, viele Büros, Gerichte, Hochschulen, ein großes Krankenhaus);
- die Elektro-, Textil-, Nahrungsmittel- und Farbenindustrie sowie die Metall verarbeitende Industrie und eine große Druckerei;
- das Kraftwerk IJsselcentrale südlich der Stadt am Fluss IJssel. Es verfügt über einen eigenen Binnenhafen und ist eines der größten Elektrizitätswerke der Niederlande;
- der Tourismus mit zunehmender Bedeutung;
- Milchviehwirtschaft in der Umgebung.

## Politik
Im Jahr 2022 erreichte die ChristenUnie einen Stimmanteil von 16,74 Prozent und gewann damit zum dritten Mal in Folge die Kommunalwahl in Zwolle.

### Gemeinderat
- PvdD: 2
- SP: 2
- PvdA: 4
- GL: 7
- D66: 4
- Volt: 1
- SW: 3
- VVD: 5
- CDA: 4
- CU: 7

Seit 1982 wird der Gemeinderat von Zwolle wie folgt gebildet:
| Partei                    | Sitze a | Sitze a | Sitze a | Sitze a | Sitze a | Sitze a | Sitze a | Sitze a | Sitze a | Sitze a | Sitze a |
| Partei                    | 1982    | 1986    | 1990    | 1994    | 1998    | 2002    | 2006    | 2010    | 2014    | 2018    | 2022    |
| ------------------------- | ------- | ------- | ------- | ------- | ------- | ------- | ------- | ------- | ------- | ------- | ------- |
| ChristenUnie              | –       | –       | –       | –       | –       | 5       | 5       | 6       | 8       | 7       | 7       |
| GroenLinks                | –       | –       | 2       | 3       | 3       | 6       | 5       | 4       | 3       | 7       | 7       |
| De Groenen                | –       | –       | –       | 1       | 1       | 6       | 5       | –       | –       | –       | –       |
| VVD                       | 8       | 6       | 5       | 5       | 7       | 5       | 5       | 6       | 5       | 5       | 5       |
| D66                       | 2       | 2       | 4       | 4       | 2       | 1       | 1       | 3       | 6       | 4       | 4       |
| PvdA                      | 11      | 14      | 10      | 8       | 9       | 7       | 9       | 7       | 6       | 4       | 4       |
| CDA                       | 12      | 12      | 10      | 6       | 7       | 8       | 6       | 6       | 3       | 4       | 4       |
| Swollwacht                | –       | –       | 2       | 5       | 2       | 3       | 3       | 4       | 3       | 6       | 3       |
| SP                        | 0       | 0       | 0       | –       | 1       | 2       | 4       | 3       | 5       | 2       | 2       |
| PvdD                      | –       | –       | –       | –       | –       | –       | –       | –       | –       | –       | 2       |
| Volt                      | –       | –       | –       | –       | –       | –       | –       | –       | –       | –       | 1       |
| Plaatselijk Belang Zwolle | –       | –       | –       | –       | 1       | 2       | 1       | –       | –       | –       | –       |
| GPV                       | 1       | 1       | 2       | 2       | 3       | –       | –       | –       | –       | –       | –       |
| RPF                       | 1       | 1       | 2       | 2       | 3       | –       | –       | –       | –       | –       | –       |
| Centrumpartij ’86         | –       | –       | –       | 1       | –       | –       | –       | –       | –       | –       | –       |
| PSP                       | 1       | 1       | –       | –       | –       | –       | –       | –       | –       | –       | –       |
| CPN                       | 1       | 1       | –       | –       | –       | –       | –       | –       | –       | –       | –       |
| PPR                       | 1       | 1       | –       | –       | –       | –       | –       | –       | –       | –       | –       |
| Gesamt                    | 37      | 37      | 37      | 37      | 39      | 39      | 39      | 39      | 39      | 39      | 39      |

Anmerkungen

### Städtepartnerschaft
- Die deutsche Stadt Lünen ist seit 1963 Partnerstadt von Zwolle.
- In Zwolle wurde 1980 der internationale Städtebund Neue Hanse gegründet, dem die Stadt und auch die Partnerstadt Lünen angehören.

## Blaufinger (Blauwvingers)
Die Bewohner von Zwolle werden auch Blaufinger (Blauwvingers) genannt. Im Mittelalter gab es eine gehörige Rivalität zwischen den Nachbarstädten Zwolle und Kampen – Händler aus Zwolle wurden ausgeraubt, das Vieh der Kamper Bauern wurde gestohlen.
Die Zwoller hatten einen Schimpfnamen für die Leute aus Kampen: Kamper Störe (Kampersteuren). Diese Fischart kam damals in der IJssel noch vor. Die Zwoller bekamen ihren Schimpfnamen erst, als Zwolle das Glockenspiel aus einem durch Brand zerstörten Kirchturm den Kamper Nachbarn zum Kauf anbot. Die Kamper waren mit der Höhe des verlangten Kaufpreises einverstanden, jedoch unter der Bedingung, selbst die Art und Weise der Bezahlung bestimmen zu dürfen. Eines Tages kamen Wagen voller „vierduitenstukken“, Geldstücken sehr geringen Wertes, aus Kampen in Zwolle an. Die Zwoller bekamen vom Auszählen des vielen Kleingeldes blaue Finger. „Blauwvingers“ wurde daher zum Schimpfnamen für die Zwoller.
Heutzutage betrachten die Zwoller diese Bezeichnung nicht mehr so negativ. Alljährlich gibt es im Juli mittwochs die Blaufingertage. Dann gibt es Markt und andere Unterhaltung für Einwohner und Besucher. 

## Sehenswürdigkeiten

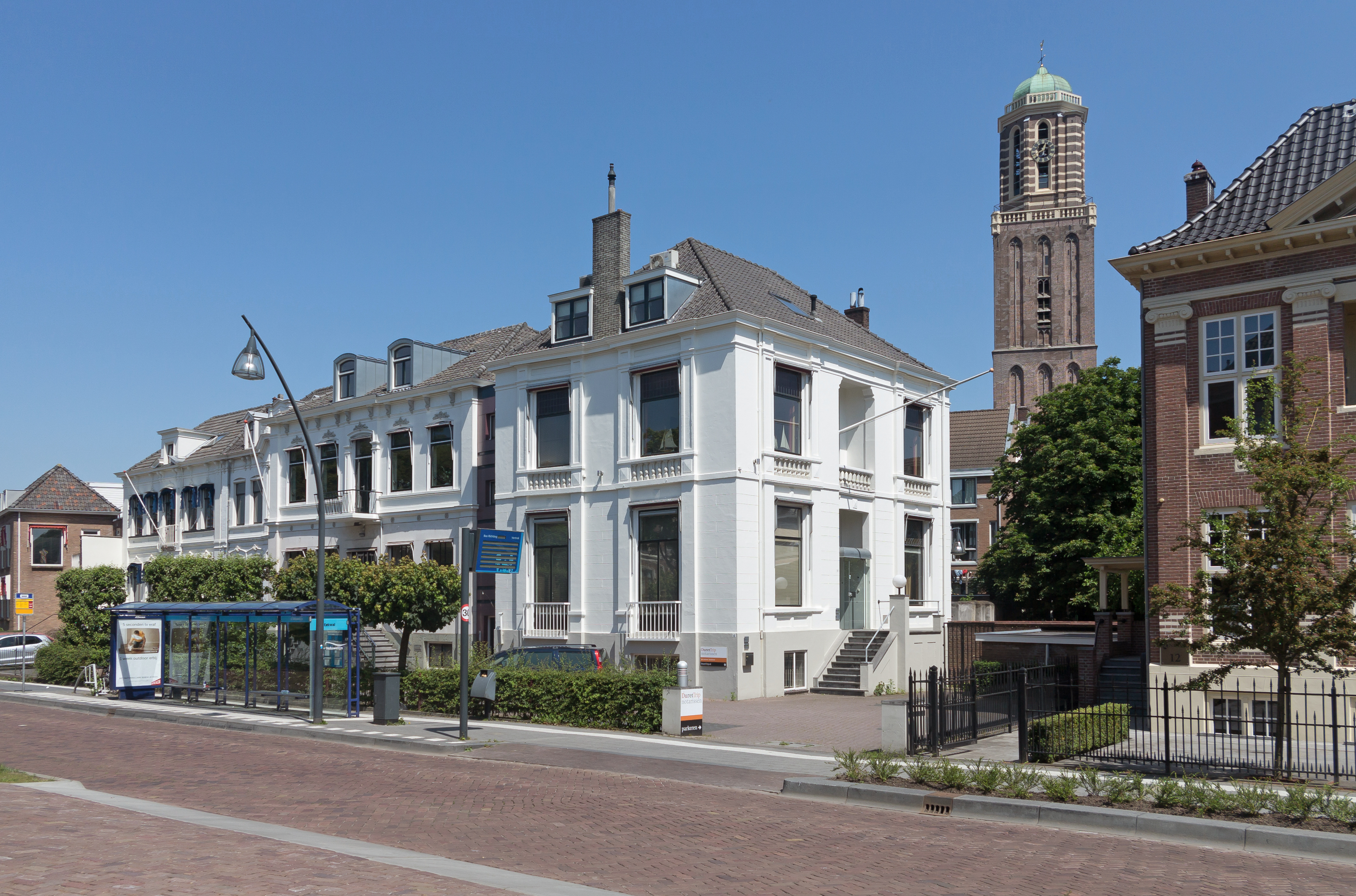
Die Liebfrauenbasilika vom Eekwal
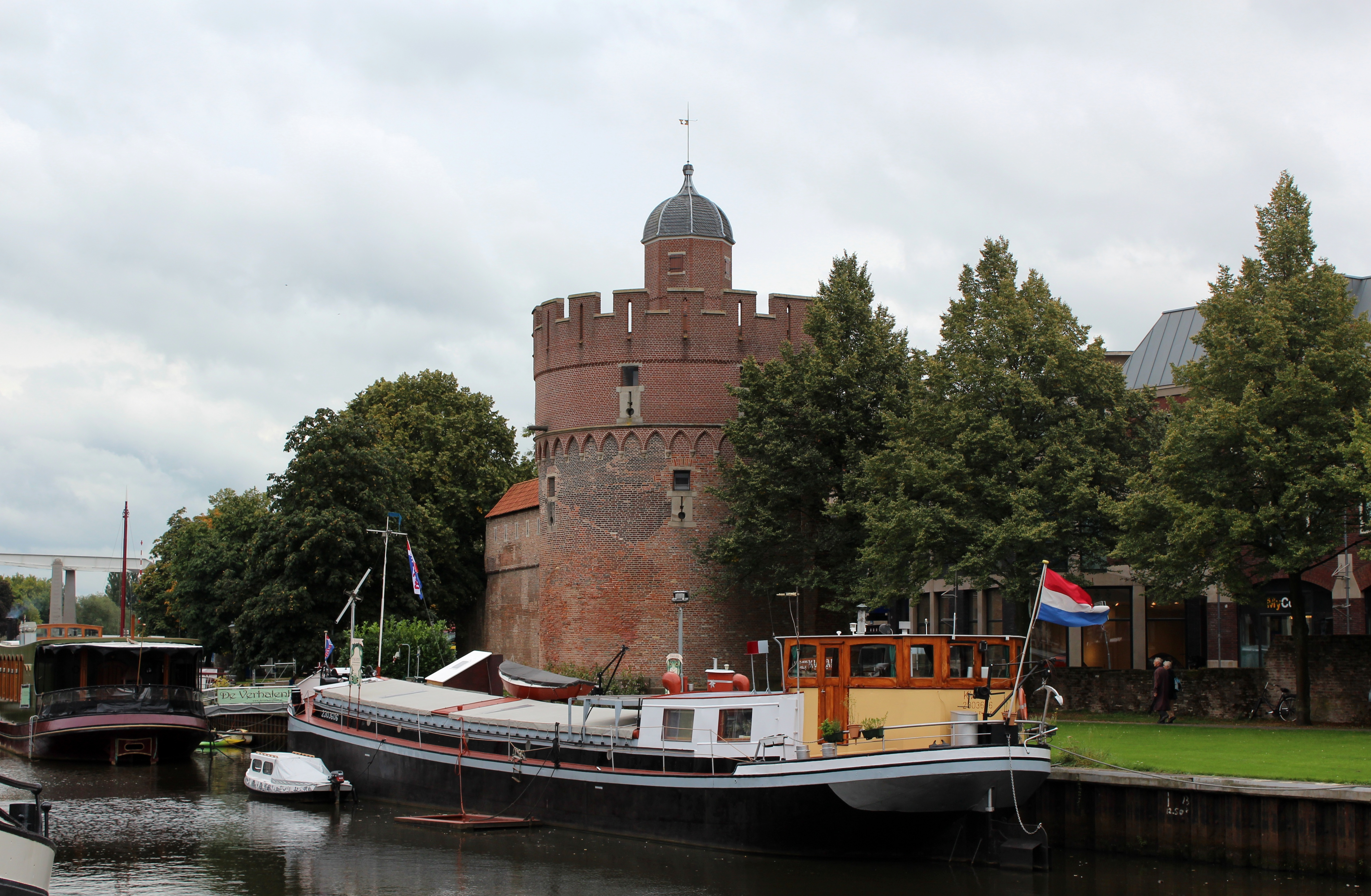
Thorbeckegracht und ein Teil der Stadtmauer
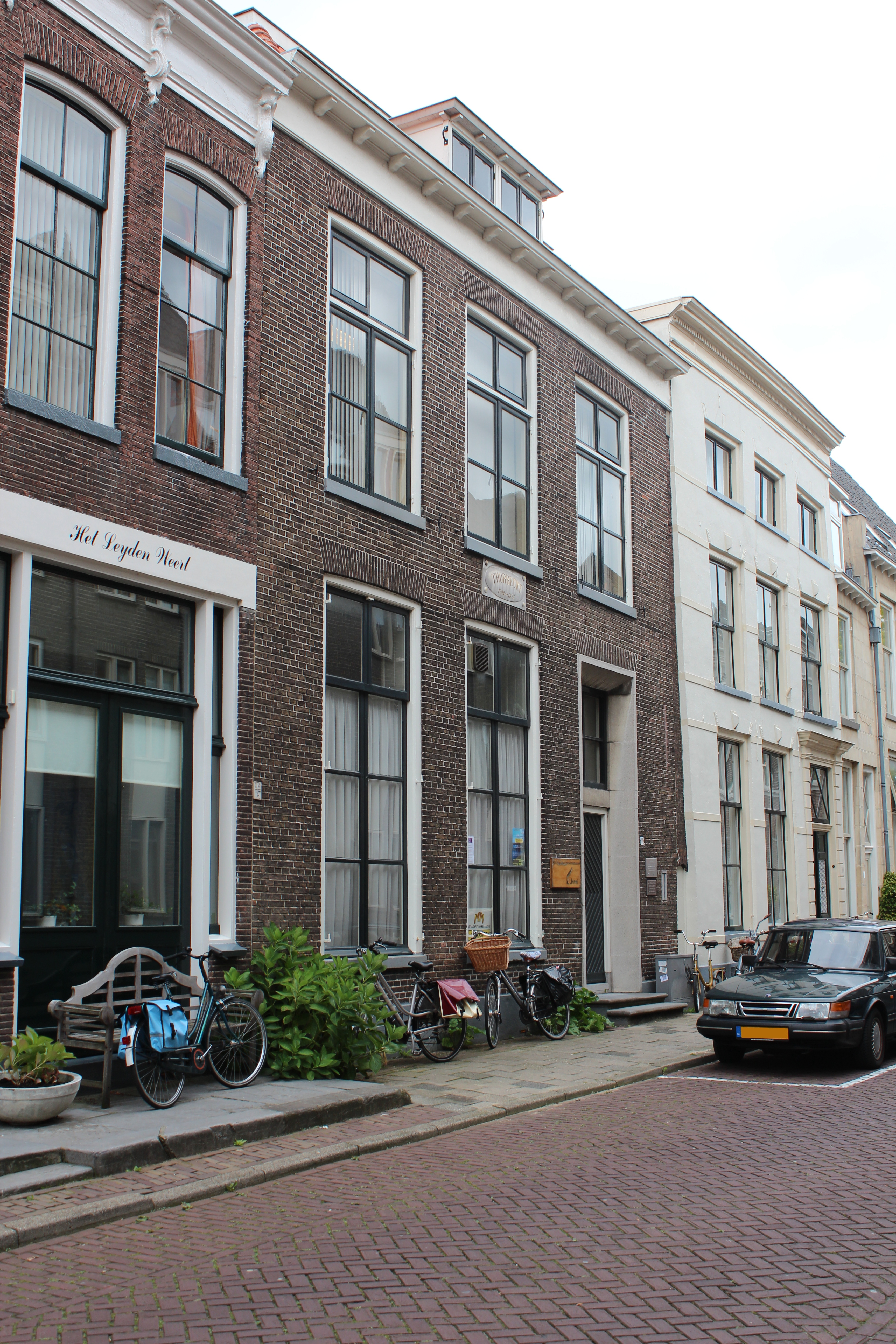
Das Thorbeckehuis, Geburtsort von Thorbecke
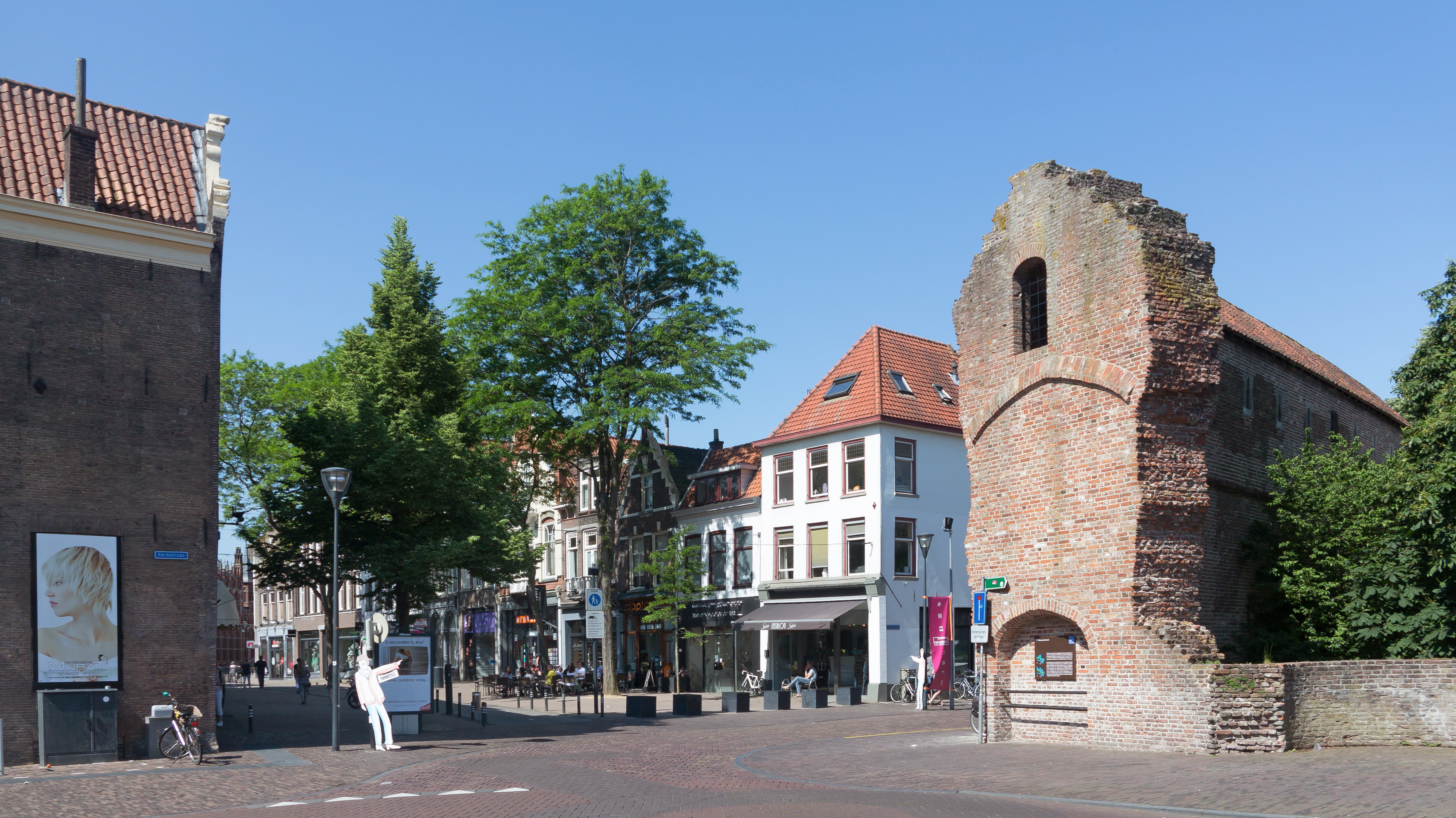
Die Stadtmauer: het Diezerpoortenbolwerk
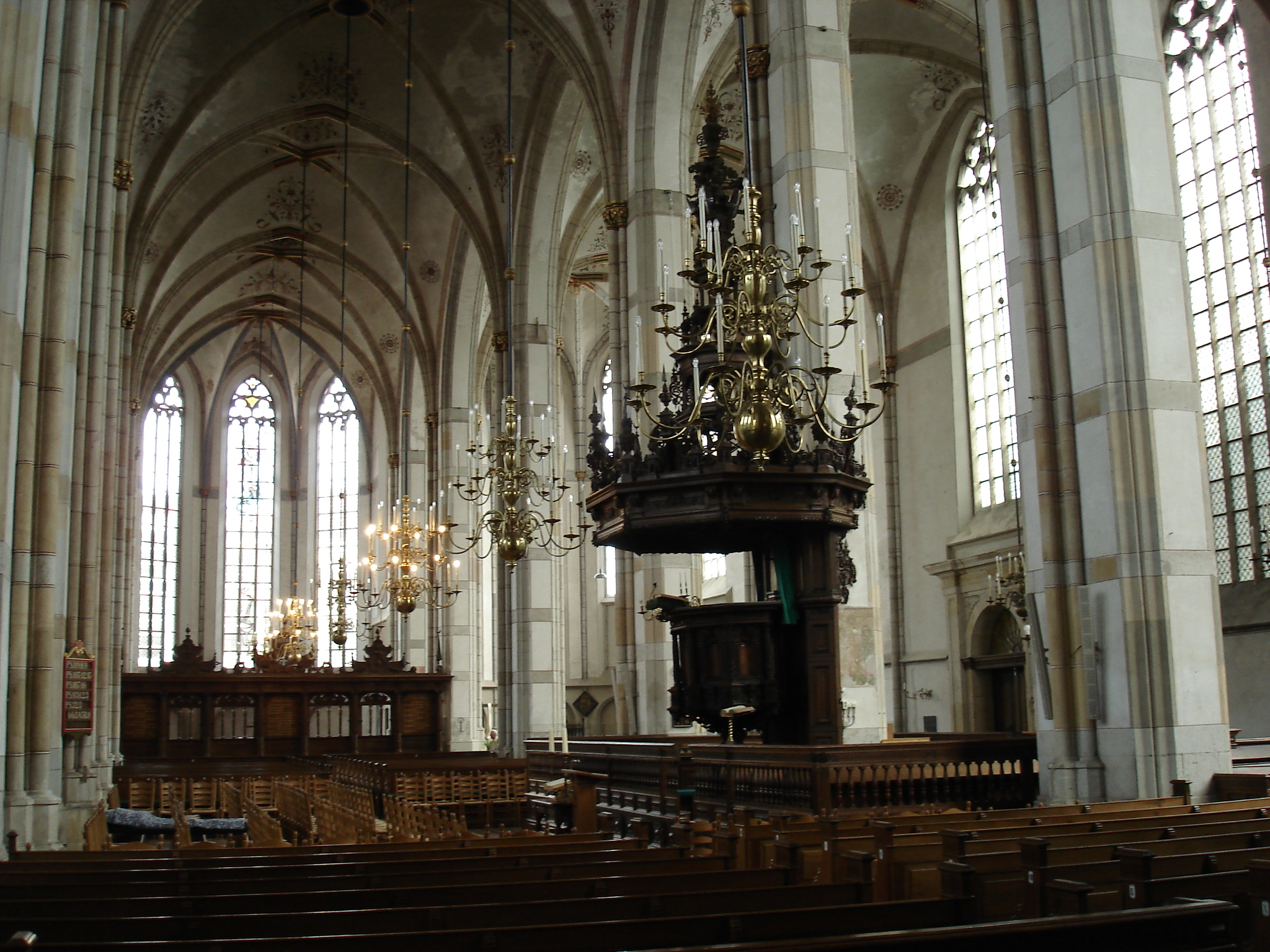
Sint-Michaëlskerk (Zwolle)
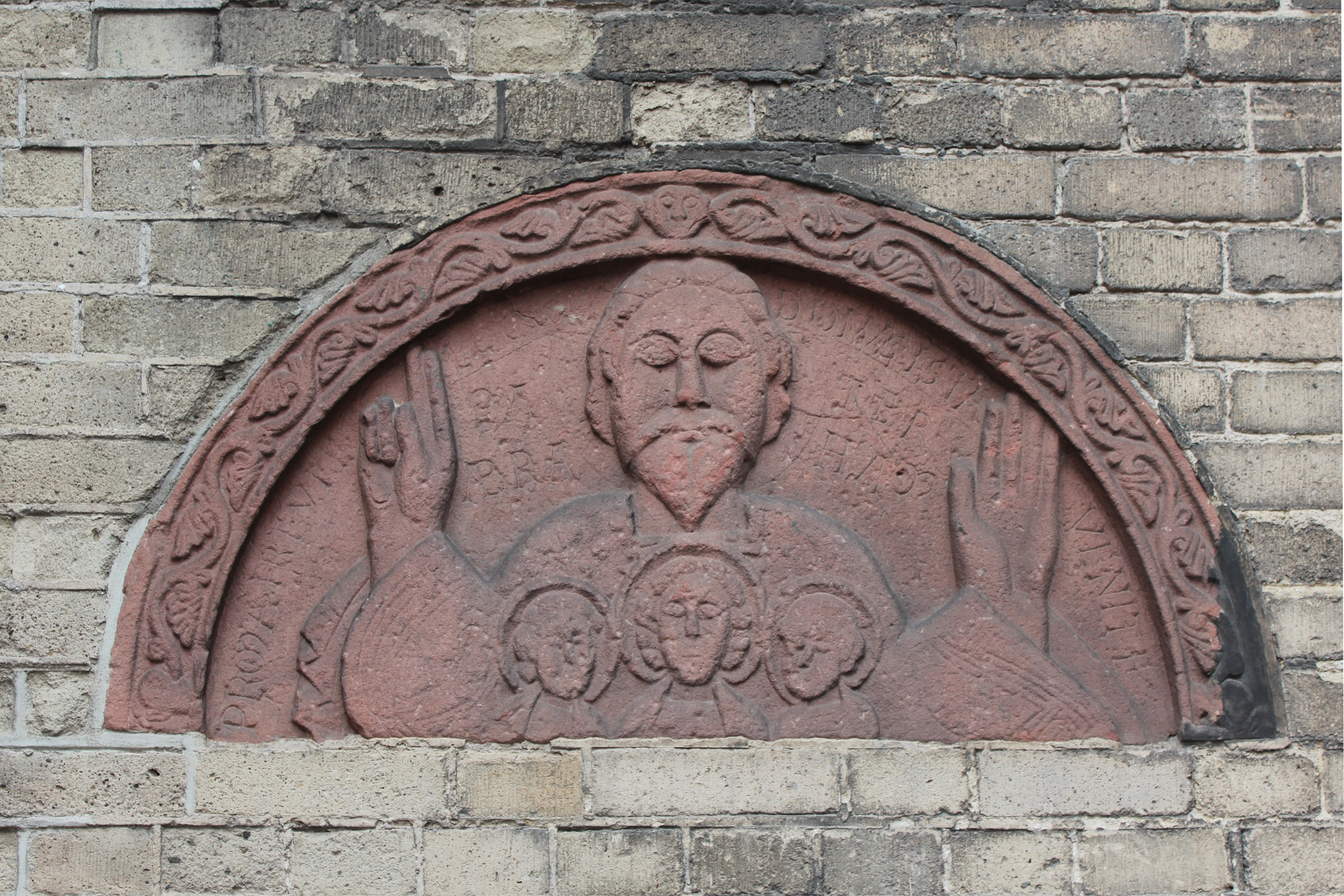
Relief aus dem 13. Jahrhundert,[8] Sint-Michaëlskerk
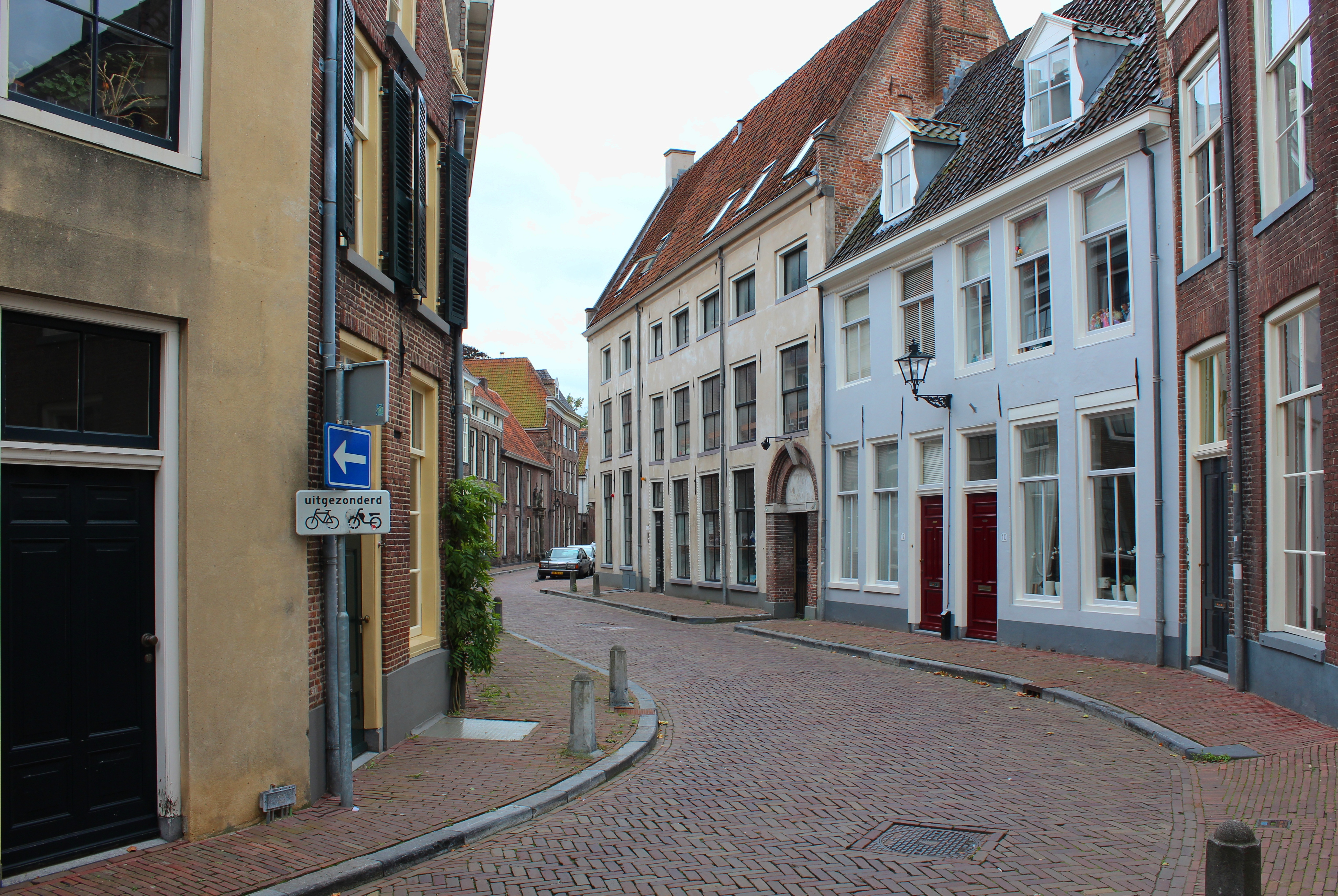
Praubstraat, Innenstadt

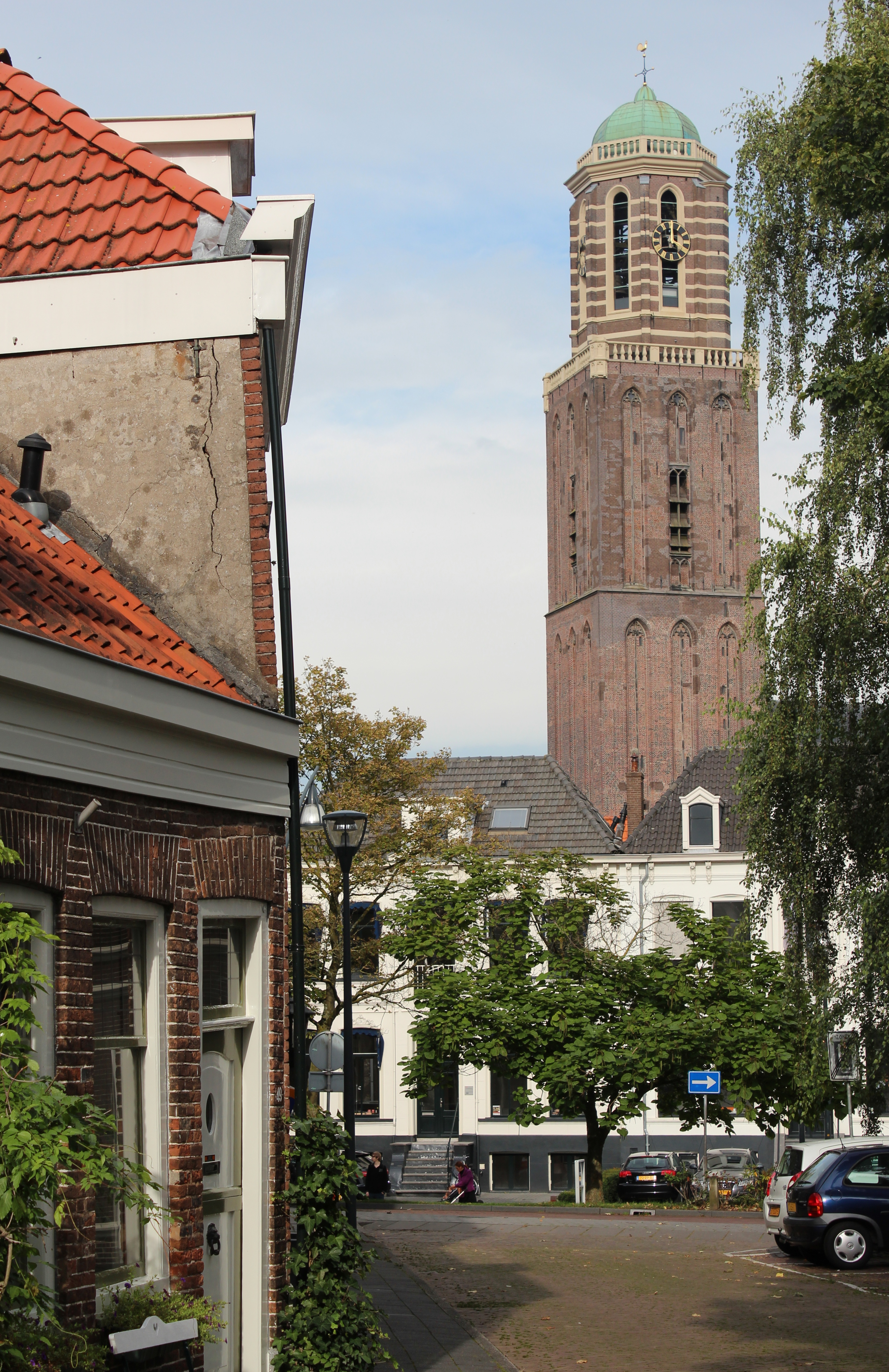
Der Peperbus („Pfefferbüchse“), der Turm der Liebfrauenbasilika, vom Eekwal

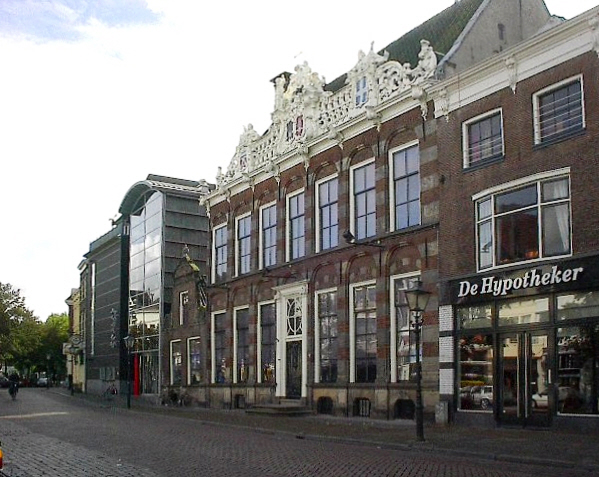
Drostenhuis (vom Anfang des 16. Jahrhunderts, Fassade aus dem 18. Jahrhundert)

- Die Sankt-Michaels-Kirche wurde 1370–1446 im Stil der Gotik erbaut und besitzt eine Schnitger-Orgel. Sie ist von Mai bis Mitte Oktober zur Besichtigung geöffnet.
- Die Liebfrauenkirche aus dem 14./15. Jahrhundert hat einen Turm, der wegen seiner Spitze als Peperbus („Pfefferbüchse“) bezeichnet wird und als Wahrzeichen der Stadt gilt. Er kann zeitweise bestiegen werden.
- Das Rathaus wurde im 15. Jahrhundert erbaut.
- Die Sassenpoort (deutsch: Sachsentor) ist ein Stadttor, das 1408 erbaut wurde und teilweise von innen zu besichtigen ist.
- Das seit 1901 bestehende Dominikanerkloster
- Das Provinzmuseum wurde unlängst erweitert und restauriert und zeigt Gemälde, Stadtgeschichte, Archäologie und Wechselausstellungen moderner Kunst.
- Das Museum de Fundatie ist ein Museum der bildenden Künste mit jährlichen Wechselausstellungen.
- Synagoge, erbaut 1898/99
- Sehenswerte alte Häuser aus dem 17. und 18. Jahrhundert findet man beispielsweise an der Thorbeckegracht und am Melkmarkt.
- Der Stadtpark „Engelse Werk“ liegt am anderen Ufer der IJssel.
- Im Juli gibt es am Mittwoch den „Blauwvingerdag“, einen großen Trödelmarkt (siehe oben).
- Der Profi-Fußballverein PEC Zwolle hat 2009 ein neues Stadion bekommen.

Im Winter 2022/23 findet zum zehnten Mal das IJsbeelden Festival statt, zu dem 45 Eiskünstler aus aller Welt anreisen, um Eisskulpturen zu kreieren.

## Sport
2011 war Zwolle Austragungsort der Europameisterschaft im Inline-Speedskating.
Des Weiteren beheimatet die Stadt den Profi-Fußballverein PEC Zwolle, der erstmals 1978 in die höchste niederländische Spielklasse, die Eredivisie, aufstieg und ihr nach mehreren Unterbrechungen wieder seit 2012 angehört. 2014 wurde der Verein niederländischer Pokalsieger.
Männer- und Frauenteams des VC Zwolle spielen oder spielten in der höchsten niederländischen Volleyball-Liga und waren mehrfach niederländischer Meister.

## Persönlichkeiten

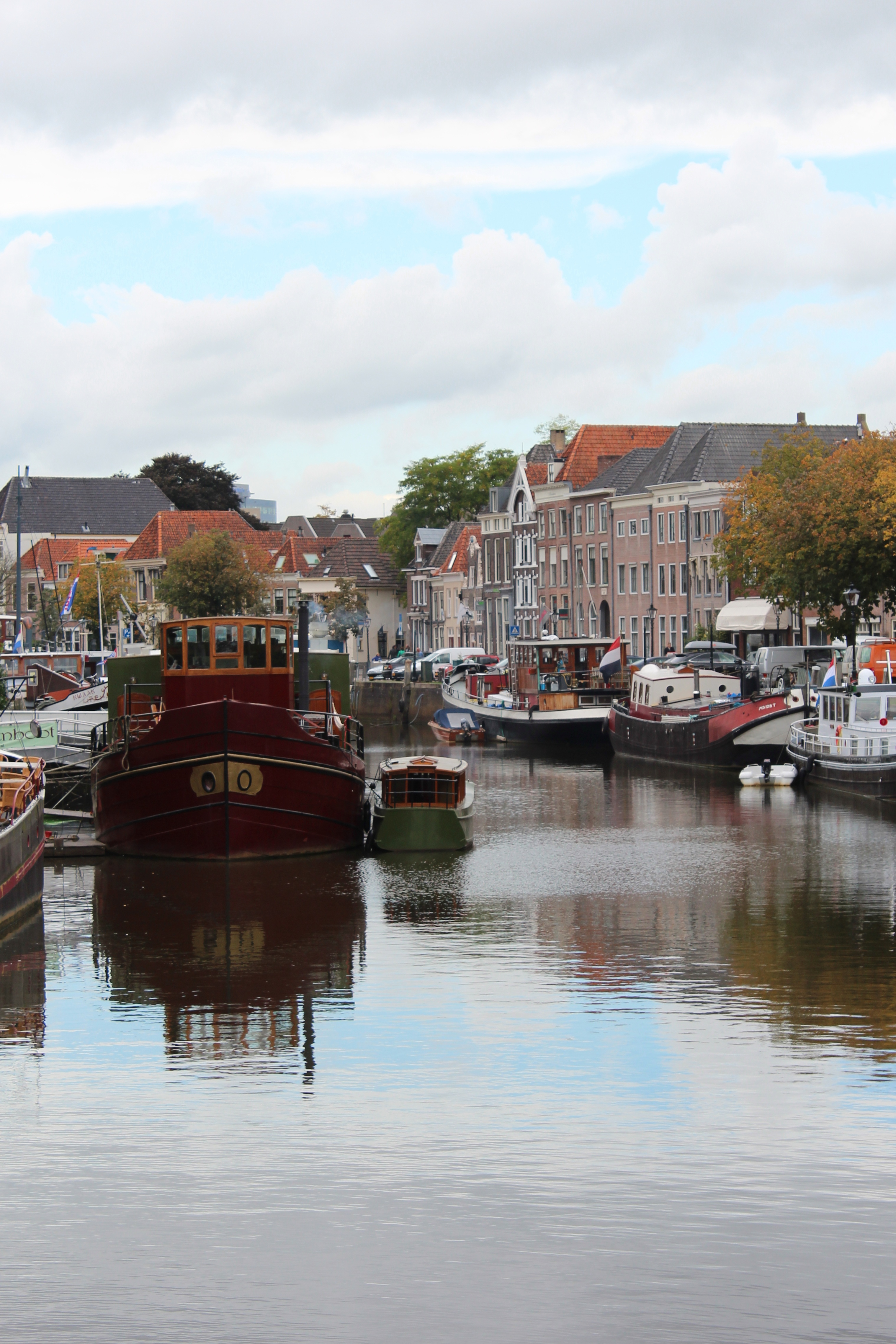
Thorbeckegracht in Zwolle

### Söhne und Töchter der Stadt
- Christianus Carolus Henricus van der Aa (1718–1793), Theologe
- Marcel Beekman (* 1969), Tenor
- Rav van den Berg (* 2004), Fußballspieler
- Sepp van den Berg (* 2001), Fußballspieler
- Gerard ter Borch (≈1617–1681), Maler und Zeichner
- Anna Boumeester (1769–1847), Buchhändlerin
- Anna van der Breggen (* 1990), Radrennfahrerin
- Herman Brood (1946–2001), Rockmusiker und Maler
- Eef Brouwers (1939–2018), Journalist, Generaldirektor und Sprecher
- Marije Brummel (* 1985), Fußballspielerin
- Anna Maria de Bruyn (um 1708–1744), Tänzerin und Schauspielerin
- Johannes Busch (1399–1479/80), Reformer des Ordens der Augustiner-Chorherren
- Jacob Theodoor Cremer (1847–1923), Unternehmer, Diplomat und Politiker
- Jeroen Dubbeldam (* 1973), Springreiter
- Stien Eelsingh (1903–1964), Malerin
- Kingsley Ehizibue (* 1995), Fußballspieler
- Marten Eikelboom (* 1973), Hockeyspieler
- Wim Gijsen (1933–1990), Schriftsteller
- Meta Cohen Gosschalk (1877–1913), Malerin, Zeichnerin und Illustratorin
- André Goudbeek (* 1946), Jazz- und Improvisationsmusiker
- Aleida Greve (1670–1742), Malerin
- Willem Johan Lucas Grobbée (1822–1907), Politiker
- Ton Hartsuiker (1933–2015), klassischer Pianist, Komponist und Musikpädagoge
- Anna Cornelia Holt (1671–ca. 1706), niederländische Malerin
- Sophia Holt (1658–1734), niederländische Malerin
- Max Huiberts (* 1970), Fußballspieler
- Anco Jansen (* 1989), Fußballspieler
- Barend Coenraad Petrus Jansen (1884–1962), Chemiker
- Gerrit Kalff (1856–1923), Niederlandist
- Esmé Kamphuis (* 1983), Bobfahrerin
- Ton Koopman (* 1944), Cembalist, Organist, Dirigent und einer der Pioniere der historischen Aufführungspraxis
- Karin Kuipers (* 1972), Wasserballspielerin
- Albert de Lange (* 1952), evangelischer Theologe und Kirchenhistoriker
- Peter Lankhorst (* 1947), Politiker (GroenLinks)
- Cornelia van Marle (1661–1698), Malerin
- Floris Middendorp (* 2001), Hockeyspieler
- Michel Mulder (* 1986), Inline-Speedskater und Eisschnellläufer
- Ronald Mulder (* 1986), Inline-Speedskater und Eisschnellläufer
- Arnoud Nijhuis (* 1989), Paracycler
- Jayden Oosterwolde (* 2001), Fußballspieler
- Eric Pierik (* 1957), Hockeyspieler
- Tooske Ragas (* 1974), Moderatorin, Popsängerin und Model
- Tijjani Reijnders (* 1998), Fußballspieler
- Wilhelmus Marinus Kardinal van Rossum (1854–1932), Kardinalpräfekt an der römischen Kurie
- Andreas Ignatius Schaepman (1815–1882), römisch-katholischer Geistlicher, Erzbischof von Utrecht 1868–1882
- Joost van Schaik (* 1974), Jazzmusiker
- Geerike Schreurs (* 1989), Radrennfahrerin
- André Smit (1916–2001), Jazzposaunist
- Herman van Sonsbeeck (1796–1869), Jurist und Politiker
- Johan Rudolf Thorbecke (1798–1872), Politiker und Staatstheoretiker
- Bas Tietema (* 1995), Radrennfahrer
- Meinard Tydeman der Ältere (1741–1825), Rechtswissenschaftler und Historiker
- Manon Veenstra (* 1998), BMX-Rennfahrerin
- Jeff Vermeulen (* 1988), Radrennfahrer
- Hugo Visscher (1864–1947), Kirchenhistoriker, reformierter Theologe und Politiker
- Gerrit Voges (1932–2007), Fußballspieler
- Robert Vunderink (* 1961), Eisschnellläufer
- Charlotte Wessels (* 1987), Sängerin und Songwriterin
- Peter Wessels (* 1978), Tennisspieler
- Aleijda Wolfsen (1648–1692), Malerin

### Ehrenbürger
- Léo Major (1921–2008), kanadischer Soldat, der im Zweiten Weltkrieg alleine die Stadt befreite

### Mit Beziehung zu Zwolle
- Thomas a Kempis (1380–1471), Augustiner-Chorherr, Theologe und geistlicher Schriftsteller, lebte von 1399 bis zu seinem Tod im Haus der Brüder vom gemeinsamen Leben in Zwolle
- Alanus de Rupe (1428–1475), Dominikaner und seliggesprochener römisch-katholischer Theologe
- Arnt Beeldsnider (v. 1450 – 1492), niederländischer Bildhauer, lebte von 1484 bis zu seinem Tod in Zwolle
- Roelof Amsinck (1518–1585), Bürgermeister in Zwolle, Stammvater des hamburgischen Patriziergeschlechtes Amsinck
- Michael Minsky (1918–1988), Sänger und Dirigent, lebte von 1978 bis zu seinem Tod in Zwolle
- Jonnie Boer (1965–2025), Drei-Sterne-Koch in Zwolle